# Xxxperience Festival
Xxxperience Festival é um festival de música eletrônica a céu aberto, que desde 1996 ocorre no Brasil, com edições já realizadas em diversas cidades. Inicialmente o festival era exclusivamente de psytrance, enquanto a partir de 2014 passou a ter em palcos segmentados, apresentações simultâneas de outros gêneros da música eletrônica, bem como electro-house, progressive house, deep house e tech house. Com mais de 15 horas de duração, o evento se inicia por volta das 16h:00m da tarde, e vai até as primeiras horas do dia seguinte.

## Local do evento
Atualmente a sua principal casa é o parque Maeda, localizado na cidade de itu no estado de São Paulo. Nesse local que é comemorado as edições especiais do evento, quando é completado mais um ano de XXXPerience.
Atualmente o Maeda recebe grandes eventos como a Playground, Tribe e outros. O local é conhecido por seu espaço verde, área ampla e com uma boa cobertura de rede celular. Para se ter uma ideia do tamanho do espaço, foi esse mesmo parque que recebeu a Tomorrowland Brasil em 2015 e 2016.
Além do Parque Maeda, o festival possui diversas casas em outros estados (Minas Gerais, Santa Catarina, Brasília, Rio de Janeiro e outros). Seja aonde for, sempre terá uma XXXPerience próxima a você e com um line up especial.
Em 2024, o Parque Maeda fechou contrato de exclusividade com o festival Tomorrowland Brasil até 2034, o que fez o Xxxperience 2024 ser cancelado devido à falta de local para realização do evento e problemas contratuais.

## Edição Especial e Documentário
A edição especial é uma comemoração única de um grande aniversário do evento, seja ele um aniversário a cada 10 anos ou após uma sequência grande de edições. Tivemos em 2019, o ano das 150 edições com muitos djs do momento como: Timmy Trumpet, Charlotte De Witte, Artbat, Michael Bibi, D-Nox, Stephan Bodzin Live, Phaxe, Astrix, Aura Vortex, Cat Dealers, Illusionize, Mandragora, Reality Test e outros.
Antes disso, tivemos a celebração XXX2.2 Revolution comemoração uma nova passagem para o evento no ano de 2018, já em 2016 tivemos os 20 anos da XXXPerience que foi marcado pelo palco em formato de castelo, que foi um dos pontos que mais chamou a atenção de quem estava lá. Além disso, saiu também o seu documentário (XXXPERIENCE: 20 Anos Pelo Brasil), que está disponível no youtube e mostra boa parte da história da XXX e suas transições.